# Amastus rufescens
Amastus rufescens là một loài bướm đêm thuộc phân họ Arctiinae, họ Erebidae.